# Charles de la Boische
Charles de la Boische, markiz de Beauharnois (ur. ok. 12 października 1670, zm. 12 lipca 1749) – gubernator generalny Nowej Francji.
Dwudziestoletni okres gubernatorstwa Charles de la Boische był dalszym okresem prosperity zapoczątkowanym przez Frontenaca. Podobnie jak jego poprzednicy dbał o pokój z Indianami, popierał rozwój handlu, rolnictwa i szkolnictwa. W okresie jego urzędowania brak było dramatycznych wydarzeń, które zapisały by jego imię w historii. Jedynym ważniejszym wydarzeniem była utrata na rzecz Brytyjczyków Louisbourga w 1745. Było to także powodem jego odwołania z urzędu.